# ظهر الهندي (أفلح اليمن)

تعديل مصدري - تعديل

ظهر الهندي هي إحدى قرى عزلة بني يوس بمديرية أفلح اليمن التابعة لمحافظة حجة، بلغ تعداد سكانها 291 نسمة حسب تعداد اليمن لعام 2004.